# Grand Prix Formule 1 van Frankrijk 1954
De Grand Prix Formule 1 van Frankrijk 1954 werd gehouden op 4 juli op het circuit van Reims-Gueux in Reims. Het was de vierde race van het seizoen.

## Uitslag
| Pos. | Nr. | Coureur               | Constructeur | Rondes | Tijd / Oorzaak uitval | Grid | Punten |
| ---- | --- | --------------------- | ------------ | ------ | --------------------- | ---- | ------ |
| 1    | 18  | Juan Manuel Fangio    | Mercedes     | 61     | 2:42' 47.9            | 1    | 8      |
| 2    | 20  | Karl Kling            | Mercedes     | 61     | + 0.1                 | 2    | 6      |
| 3    | 34  | Robert Manzon         | Ferrari      | 60     | + 1 Ronde             | 12   | 4      |
| 4    | 46  | Prince Bira           | Maserati     | 60     | + 1 Ronde             | 6    | 3      |
| 5    | 14  | Luigi Villoresi       | Maserati     | 58     | + 3 Rondes            | 14   | 2      |
| 6    | 24  | Jean Behra            | Gordini      | 56     | + 5 Rondes            | 17   |        |
| NF   | 28  | Paul Frere            | Gordini      | 50     | AS                    | 19   |        |
| NF   | 4   | Maurice Trintignant   | Ferrari      | 36     | Motor                 | 9    |        |
| NF   | 36  | Louis Rosier          | Ferrari      | 27     | Motor                 | 13   |        |
| NF   | 12  | Onofre Marimon        | Maserati     | 27     | Versnellingsbak       | 5    |        |
| NF   | 16  | Roberto Mieres        | Maserati     | 24     | Motor                 | 11   |        |
| NF   | 42  | Ken Wharton           | Maserati     | 19     | Transmissie           | 16   |        |
| NF   | 48  | Harry Schell          | Maserati     | 19     | Benzinepomp           | 21   |        |
| NF   | 22  | Hans Herrmann         | Mercedes     | 16     | Motor                 | 7    | 1S     |
| NF   | 44  | Roy Salvadori         | Maserati     | 15     | Aandrijving           | 10   |        |
| NF   | 2   | José Froilán González | Ferrari      | 13     | Motor                 | 4    |        |
| NF   | 32  | Lance Macklin         | HWM-Alta     | 10     | Motor                 | 15   |        |
| NF   | 30  | Georges Berger        | Gordini      | 9      | Motor                 | 20   |        |
| NF   | 6   | Mike Hawthorn         | Ferrari      | 9      | Motor                 | 8    |        |
| NF   | 26  | Jacques Pollet        | Gordini      | 8      | Motor                 | 18   |        |
| NF   | 10  | Alberto Ascari        | Maserati     | 1      | Transmissie           | 3    |        |
| NS   | 40  | Sergio Mantovani      | Maserati     |        | Niet gestart          |      |        |

## Statistieken
| Pole-position | Juan Manuel Fangio | Mercedes-Benz | 2:29.4 |
| Snelste ronde | Hans Herrmann      | Mercedes-Benz | 2:32.9 |

## Noot
- Dit was het debuut voor de Franse coureur Jacques Pollet en voor de Duitse coureur Karl Kling.
- Dit was de eerste podiumplaats en rondes als raceleider voor Karl Kling en voor een Duitse coureur.
- Dit was de eerste snelste ronde voor Hans Herrmann en voor een Duitse coureur.
- Dit was de tiende Grand Prix-winst voor Juan Manuel Fangio.
- Dit was de 25ste race voor een Argentijnse coureur.

1906 · 1907 · 1908 · 1912 · 1913 · 1914 · 1921 · 1922 · 1923 · 1924 · 1925 · 1926 · 1927 · 1928 · 1929 · 1930 · 1931 · 1932 · 1933 · 1934 · 1935 · 1936 · 1937 · 1938 · 1939 · 1947 · 1948 · 1949 · 1950 · 1951 · 1952 · 1953 · 1954 · 1956 · 1957 · 1958 · 1959 · 1960 · 1961 · 1962 · 1963 · 1964 · 1965 · 1966 · 1967 · 1968 · 1969 · 1970 · 1971 · 1972 · 1973 · 1974 · 1975 · 1976 · 1977 · 1978 · 1979 · 1980 · 1981 · 1982 · 1983 · 1984 · 1985 · 1986 · 1987 · 1988 · 1989 · 1990 · 1991 · 1992 · 1993 · 1994 · 1995 · 1996 · 1997 · 1998 · 1999 · 2000 · 2001 · 2002 · 2003 · 2004 · 2005 · 2006 · 2007 · 2008 · 2018 · 2019 · 2021 · 2022